# Nissan Qashqai
Le Nissan Qashqai est un SUV compact produit depuis 2007 par le constructeur automobile japonais Nissan. Son appellation fait allusion à la plus grande ethnie nomade de la planète, les kachkaï , Qashqā'i en persan, considérés comme les premiers iraniens.
La première génération est commercialisée en 2007, la seconde en 2014 puis la troisième en 2021.

## Première génération (J10) (2007 - 2013)
Plus compact et plus aérodynamique que la X-Trail, le Qashqai (type J10) est vendu en Europe à partir du printemps 2007 et s'appelle Dualis au Japon et en Australie. Dans une gamme redéfinie, il remplace l'Almera, ainsi que la Primera (la marque ayant détecté la désaffection du segment D en Europe). Au lieu de proposer une berline compacte traditionnelle sur le marché européen, Nissan propose une carrosserie innovante et dépose le nom « crossover » à cette occasion. En 2002, Nissan décide initialement de remplacer l'Almera par un nouveau véhicule mêlant des attributs de berline 5 portes et de monospace compact (nom de projet en interne : B32A), à la façon de ce qu'ont pu proposer par la suite le Seat Altea et la Volkswagen Golf Plus. Ce projet est finalement abandonné pour un nouveau (nom de projet : P32L), ajoutant à l'équation un style inspiré des SUV. Le but est de décliner aux standards européens le Nissan Murano de première génération, un grand crossover lancé avec succès en Amérique du Nord,. 

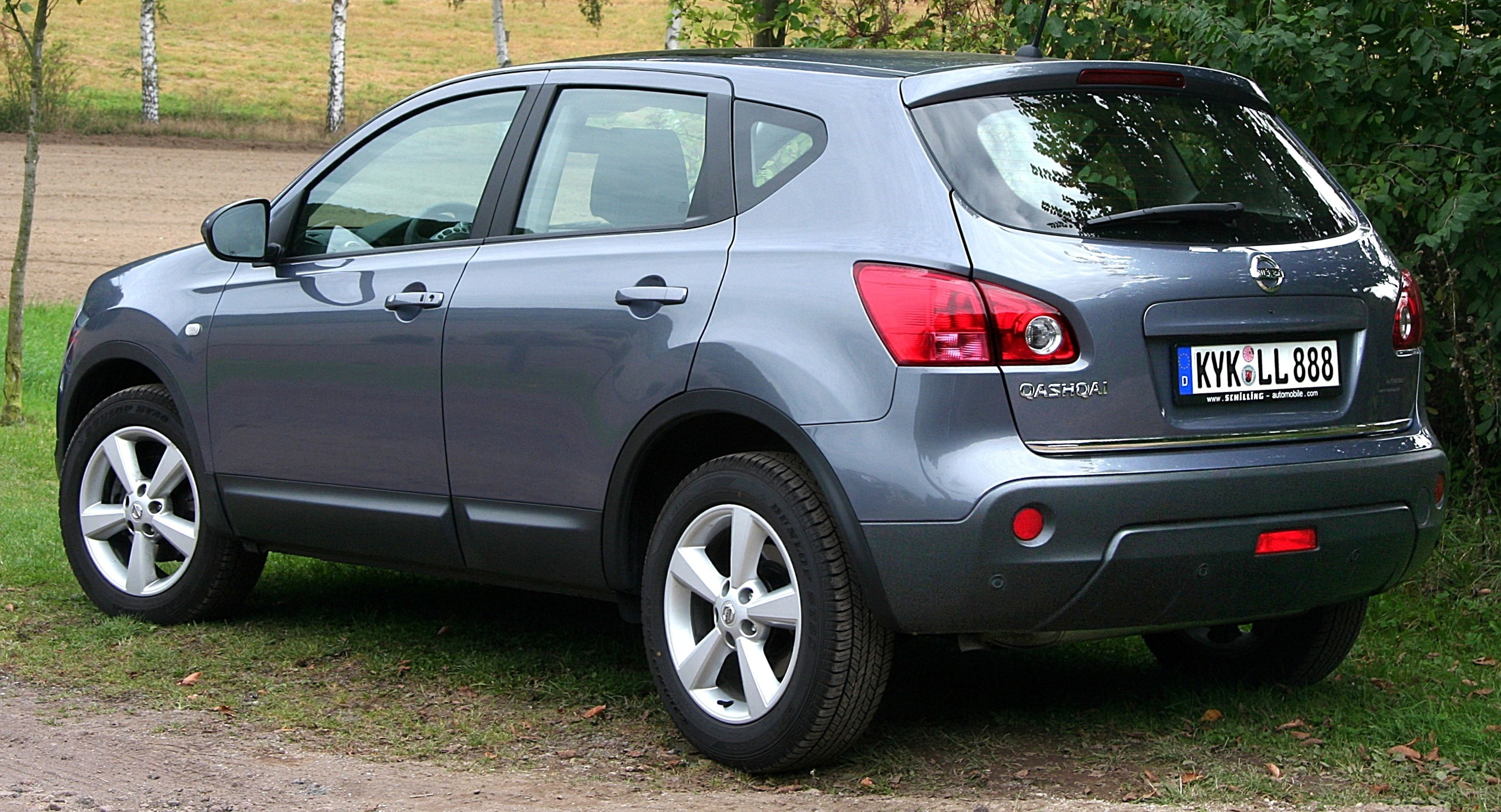
Nissan Qashqai I phase 1

Le Qashqai est fabriqué dans l'usine de Sunderland en Grande-Bretagne. Afin de réduire les délais de livraison à la suite d'un succès plus élevé que prévu sur l'ensemble de l'Europe (y compris en Russie), Nissan a également commencé la fabrication du Qashqai/Dualis dans son usine japonaise du Kyūshū. Au Japon, le Qashqai n'obtient qu'un faible succès, bien loin du niveau de ventes de la X-Trail, et n'est pas vendu aux États-Unis.
Il est construit sur la plate-forme C du groupe Renault, qui est commune, notamment, avec les Mégane, Scénic et Koleos.
Les versions de base ne disposent que de deux roues motrices, mais le véhicule peut être doté d'une transmission intégrale baptisée « 4x4 All-Mode » sur les versions 2 litres essence, 1.6 et 2.0 diesel pour 2 200 €.
Prix du Qashqai en France[Quand ?] : de 19 990 € pour la 1.6 de base Visia à 33 000 € pour la 2.0 dCi en finition haut de gamme Tekna avec quatre roues motrices et boîte automatique.

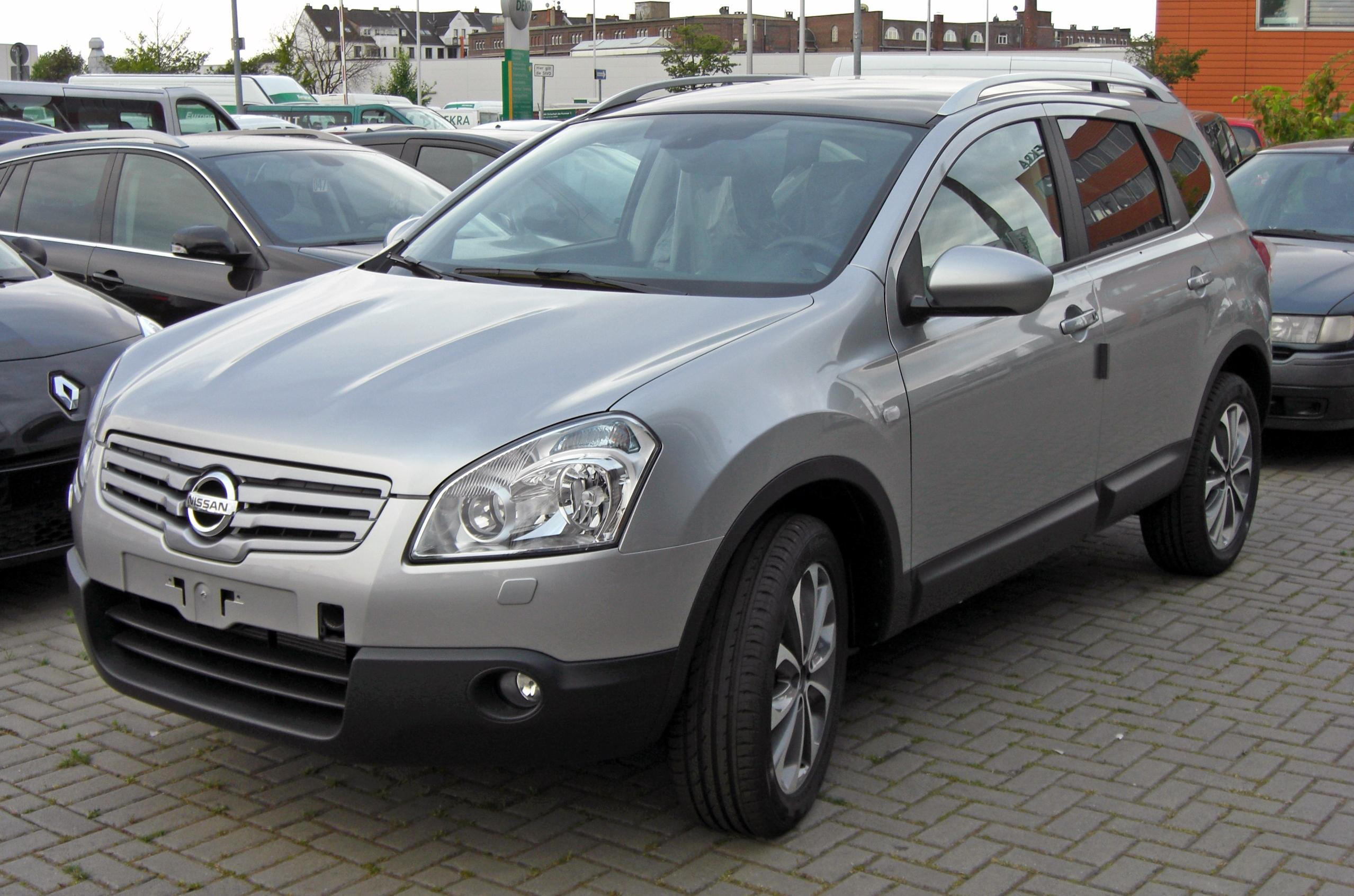
Nissan Qashqai+2 (phase 1)

Une version allongée du Qashqai en 7 places (Qashqai+2) est disponible depuis novembre 2008. Il dispose d'un empattement allongé et est plus haut que le Qashqai standard. Elle reprend les mêmes motorisations que le Qashqai classique ; la gamme de prix débute à 21 590 € pour la version 1.6 117 ch essence Visia à 34 000 € pour la 2.0 dCi 150 ch Tekna All-Mode (4x4) boite automatique[Quand ?]. 235 000 unités du Qashqai+2 se sont écoulées en Europe.
De mars 2007 à décembre 2011, le Qashqai s'est vendu à plus de 1 000 000 exemplaires, dont 100 000 en France.

### Phase 2
Le Qashqai a bénéficié d'un restylage au printemps 2010.

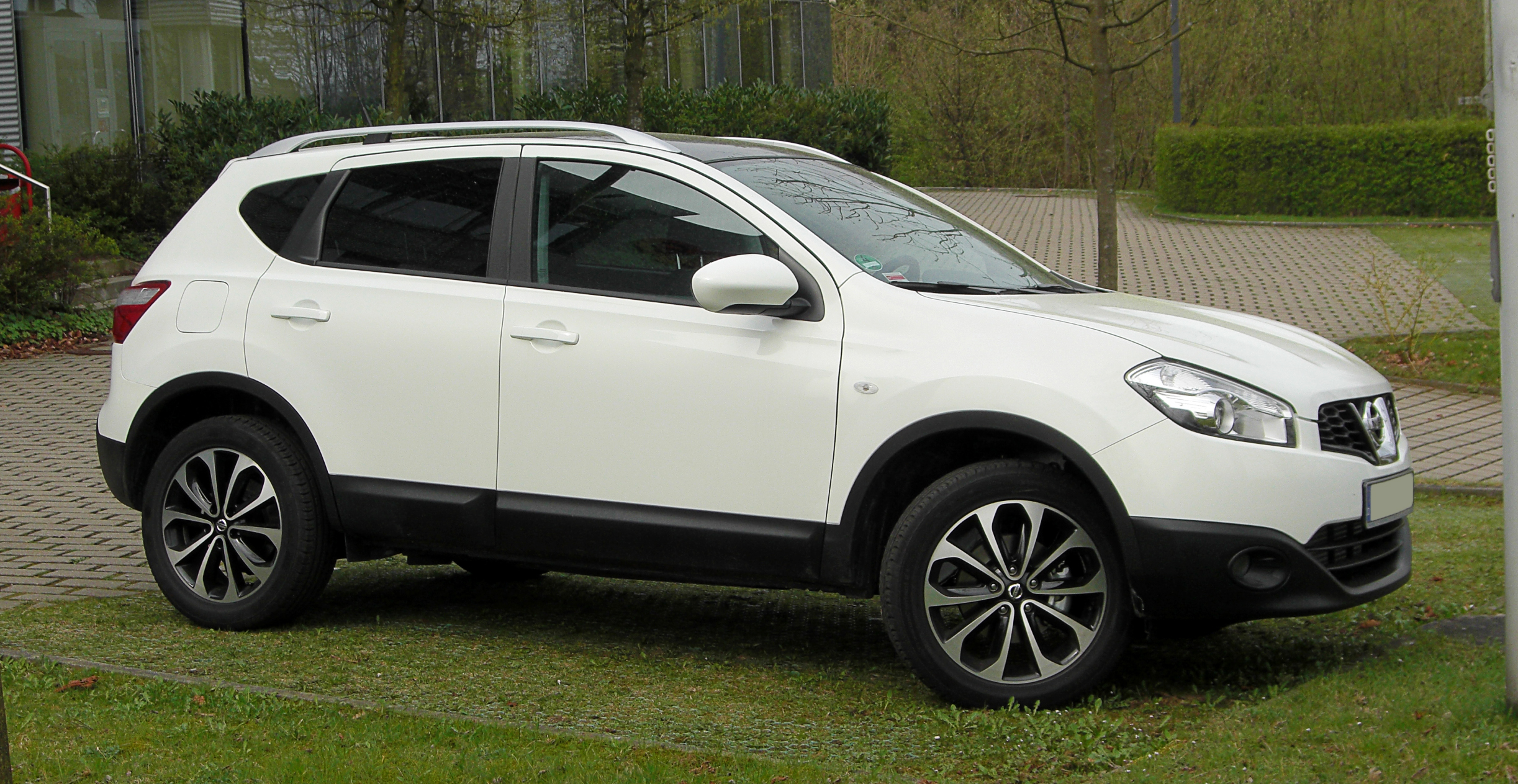
Nissan Qashqai (phase 2)
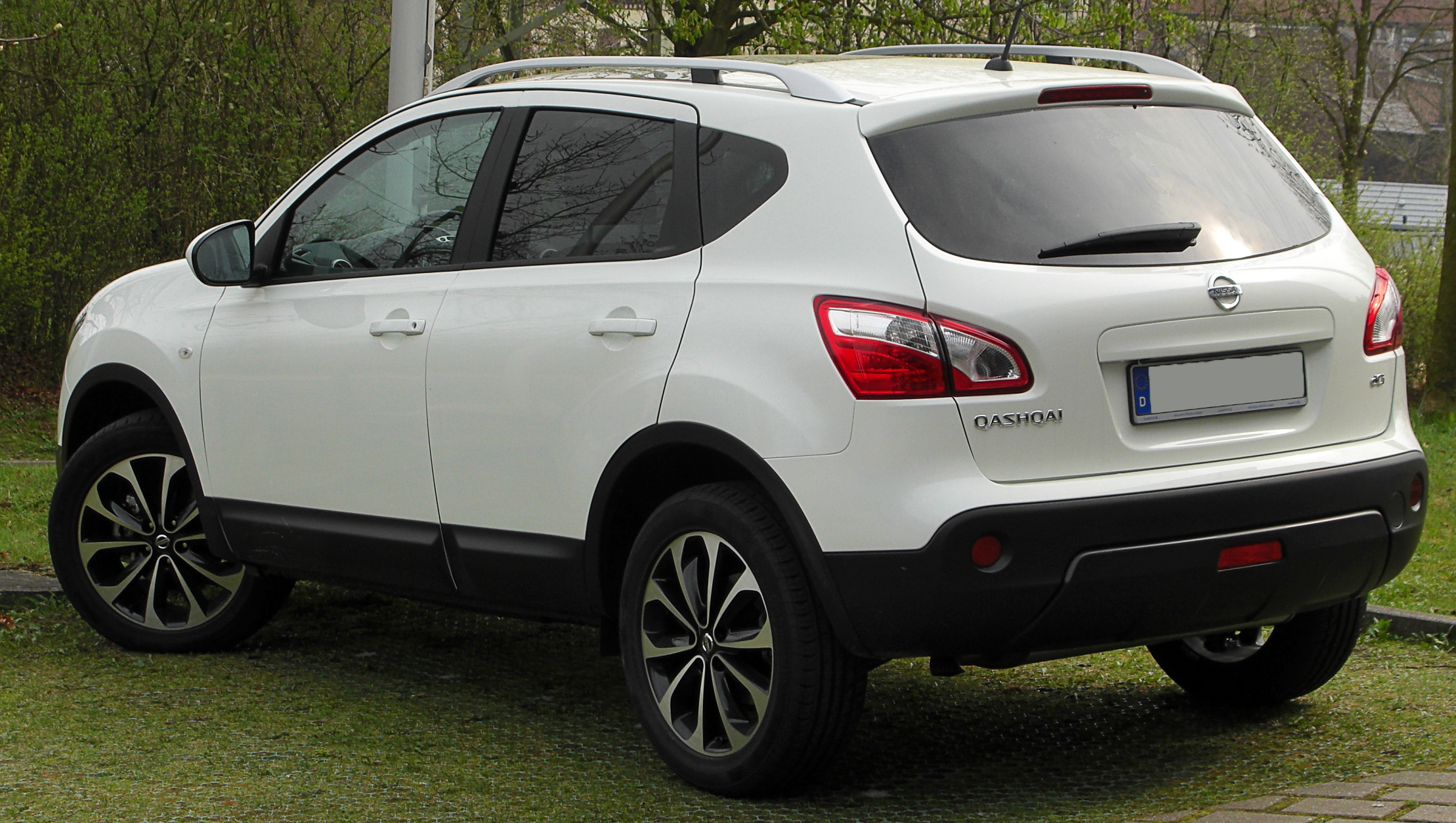
Nissan Qashqai (phase 2)
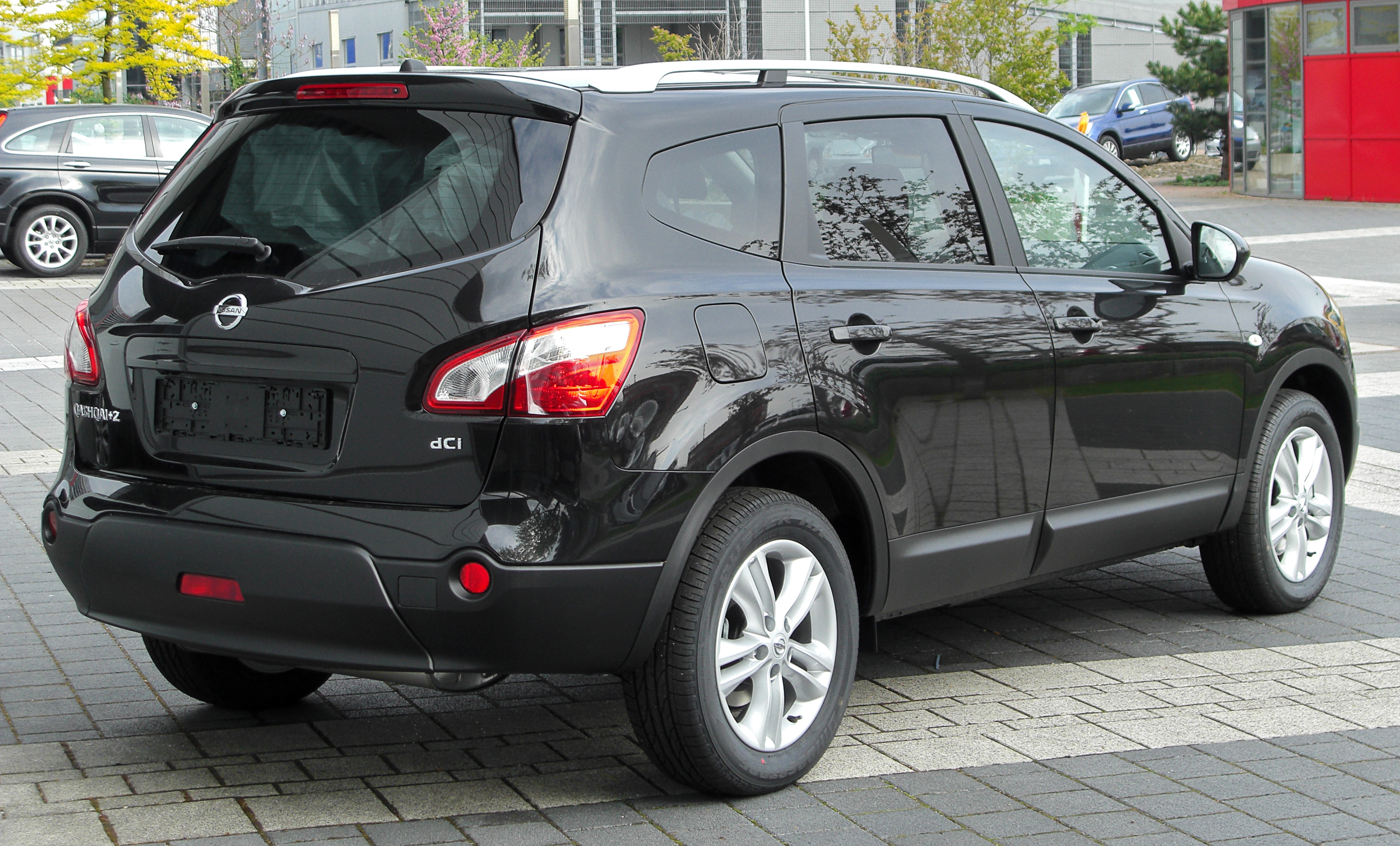
Nissan Qashqai +2 (phase 2)

### Motorisations
Le Nissan Qashqai est animé par des motorisations essence ou diesel et vendue en 2 ou 4 roues motrices.

#### Essence
Commercialisé en France depuis début 2007, le Qashqai est disponible avec deux moteurs essence :
- 1.6 117 ch (158 N m) Boite Manuelle 5 rapports - 149[6] g/km CO2
- 2.0 140 ch (196 N m) Boite CVT - 184[7] g/km

#### Diesel
Les diesels sont d'origine Renault et Nissan :
Le 1.5 dCi (Injection directe à rampe commune ou Direct Common rail Injection en anglais) et le 1.6 dCi sont les moteurs Renault, le 2.0 dCi est un moteur Nissan.
- 1.5 dCi  110 ch (240 N m) Boite Manuelle 6 rapports - 137 g/km CO2, qui remplace le 1.5 dCi 106 depuis mi-2011.
- 2.0 dCi 150 ch (320 N m) Boite Automatique 6 rapports - 184 g/km CO2
- 1.6 dCi 130 ch (320 N m) avec ou sans Stop/Start System. Boite Manuelle 6 rapports - 119[8] g/km CO2, sorti fin-2011 et destiné à remplacer le 2.0 dCi 150.

### Sécurité passive
En mai 2007, le Qashqai a décroché la plus haute note possible aux crash tests Euro NCAP, soit 5 étoiles, obtenant notamment 36,8/37 pts au niveau de la protection de la cabine soit le meilleur atteint alors.

### Finitions
Finitions disponibles en France [Quand ?]:
- Visia
- Acenta
- Connect Edition
- 360
- Tekna

### Concept car

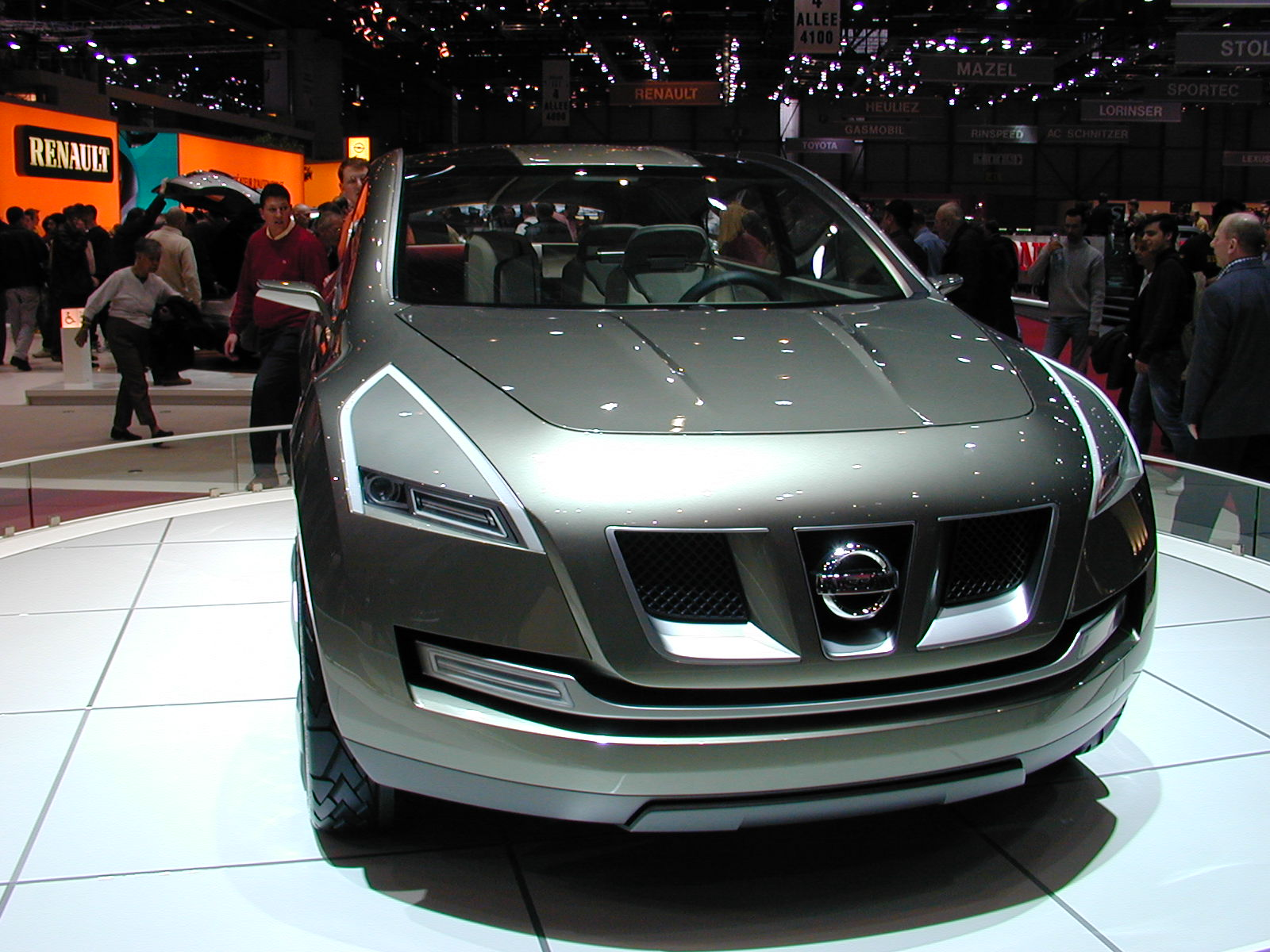
Nissan Qashqai Concept

Le Nissan Qashqai est préfiguré par le concept car Nissan Qashqai Concept présenté au salon de  l'automobile de Genève 2004. Dessinée par Nissan Design Europe, il préfigure la version définitive du Qashqai.

## Deuxième génération (J11) (2013-2021)
Le Qashqai est remplacé en janvier 2014 par une seconde génération (type J11) qui entre dans la catégorie des SUV compacts. Celle-ci n'est toujours pas diffusée aux États-Unis et au Canada, où le Qashqai est une version américanisée du nouveau Nissan X-Trail 2014 qui remplace à la fois le Rogue américain et le Qashqai +2.

Nissan Qashqai II phase 1
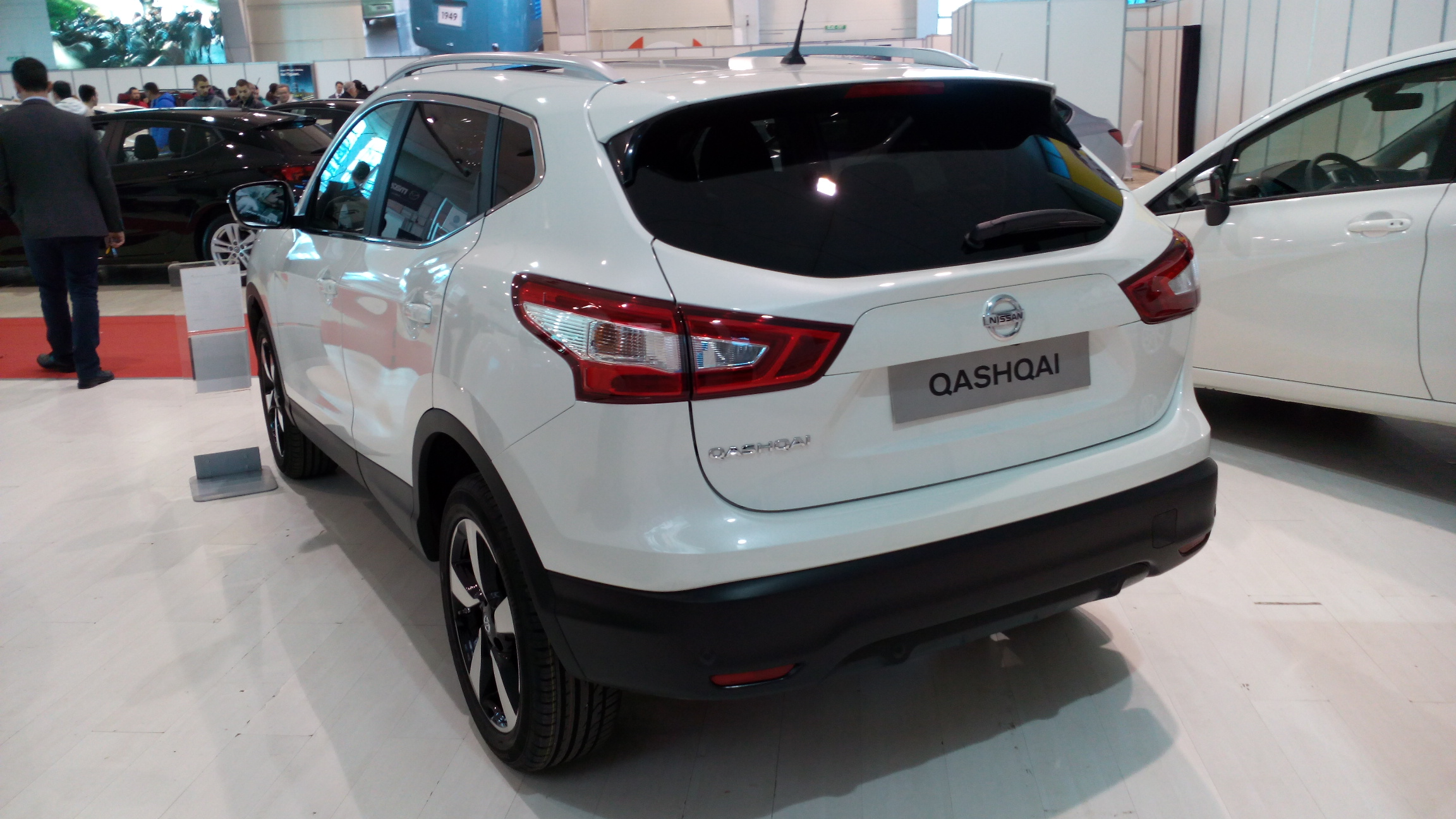
Arrière
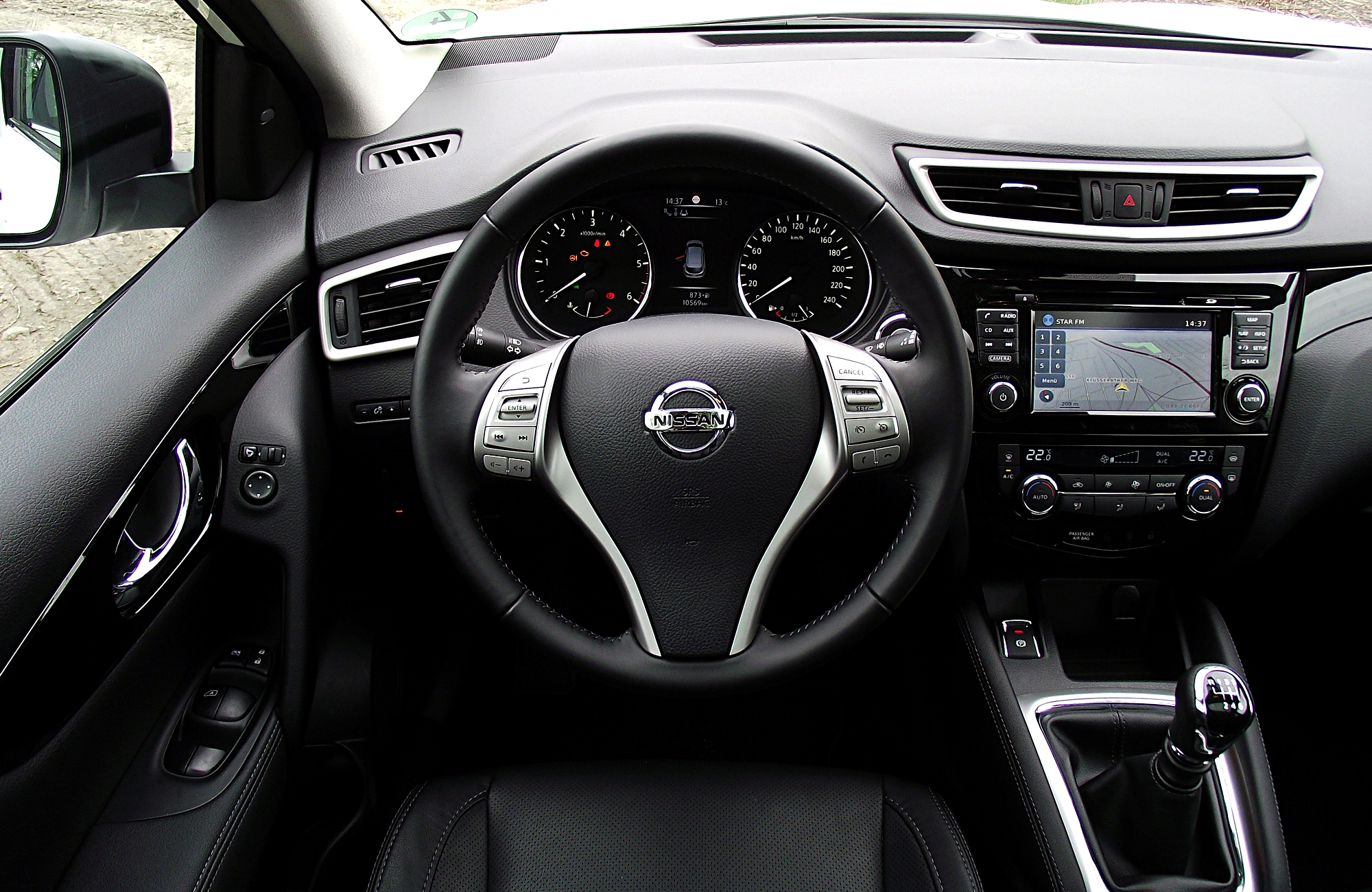
Intérieur

Au salon international de l'automobile de Genève 2016, Nissan présente des versions concepts de Qashqai et X-Trail baptisés Premium Concept et dont elles préfigurent les futures versions haut de gamme de ces 4x4.
Au salon de Genève 2017, Nissan dévoile la version restylée du Qashqai. Il arbore des phares, des feux et des boucliers modifiés.

Nissan Qashqai II phase 2
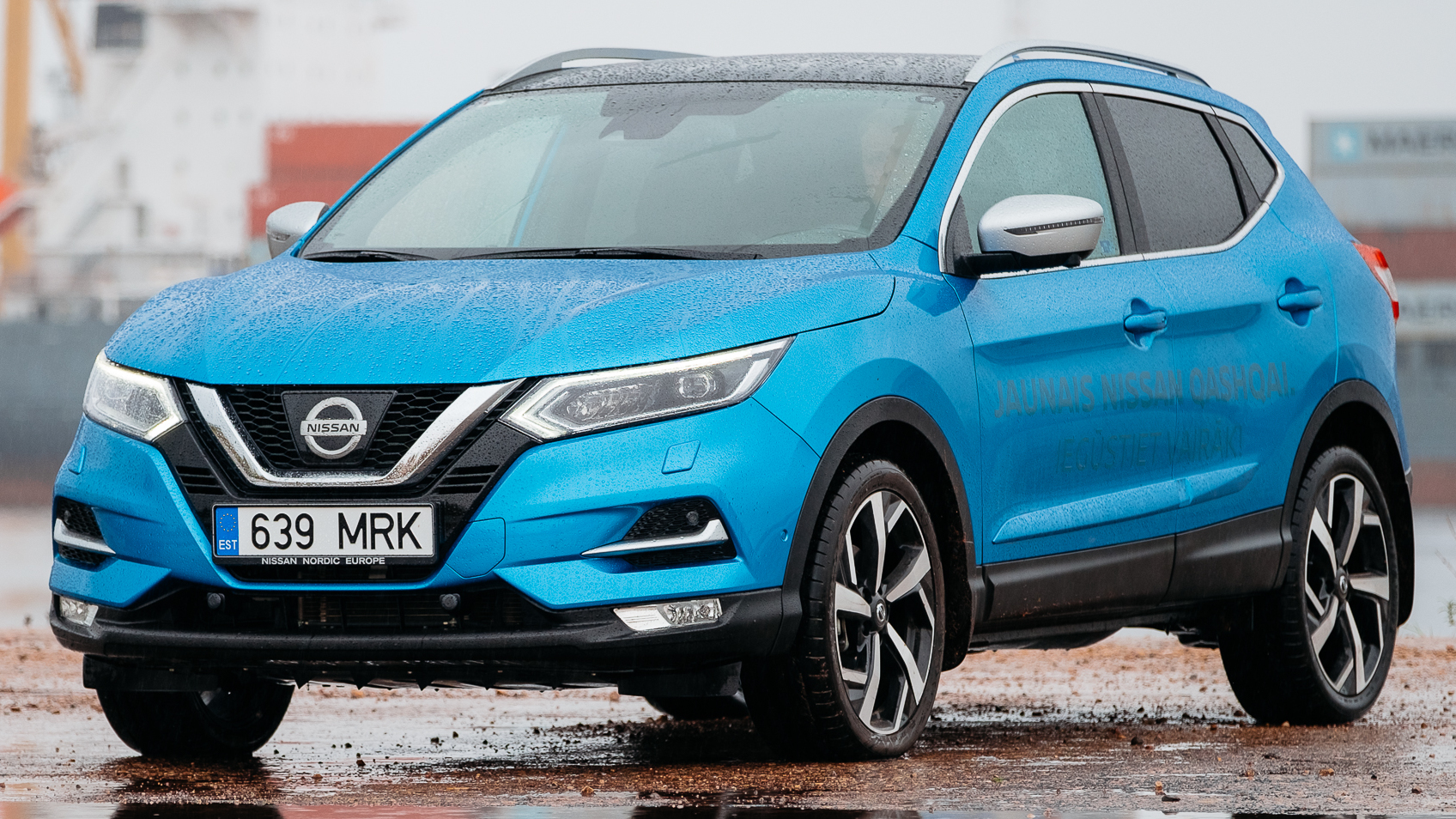
Avant
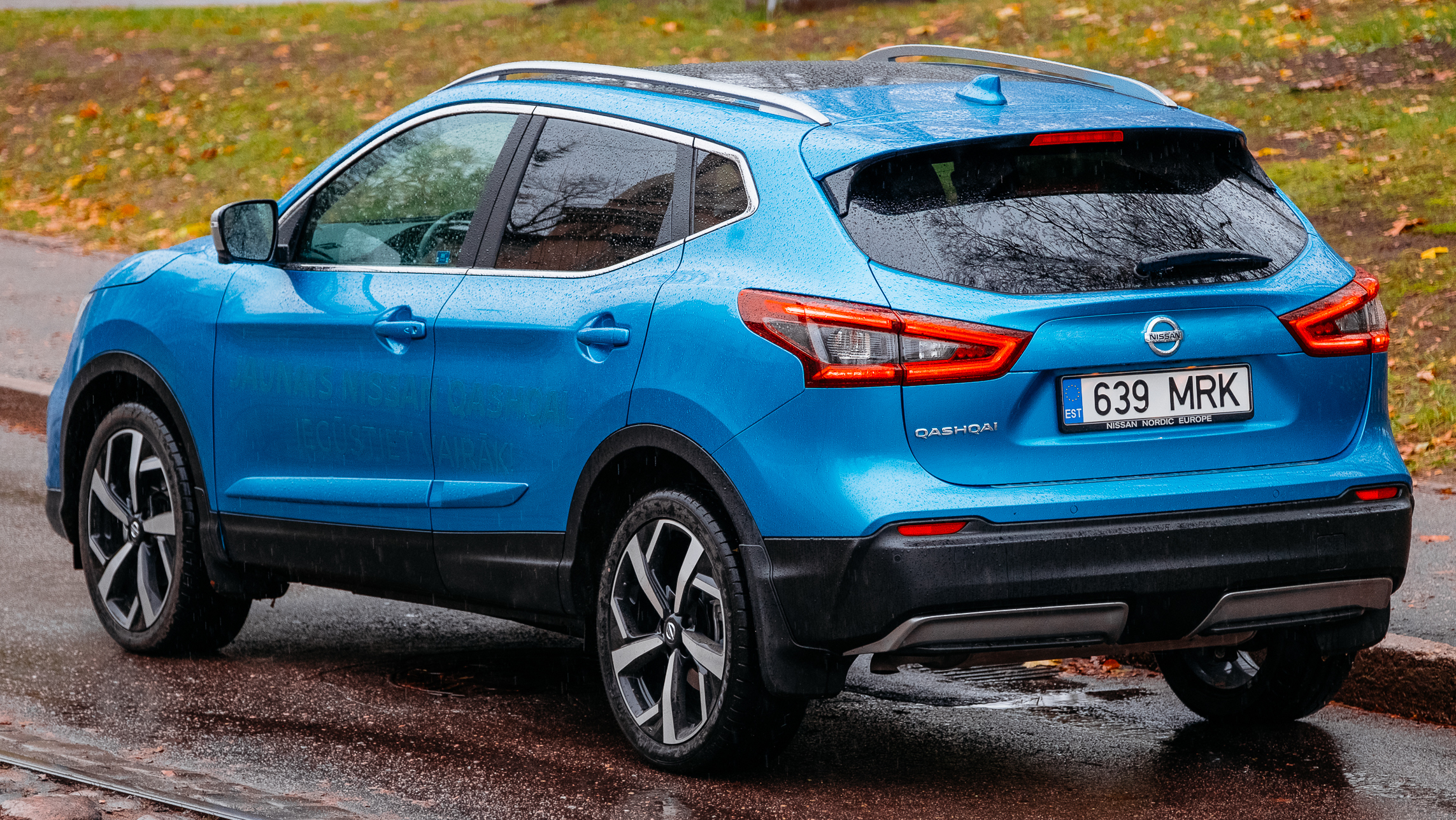
Arrière
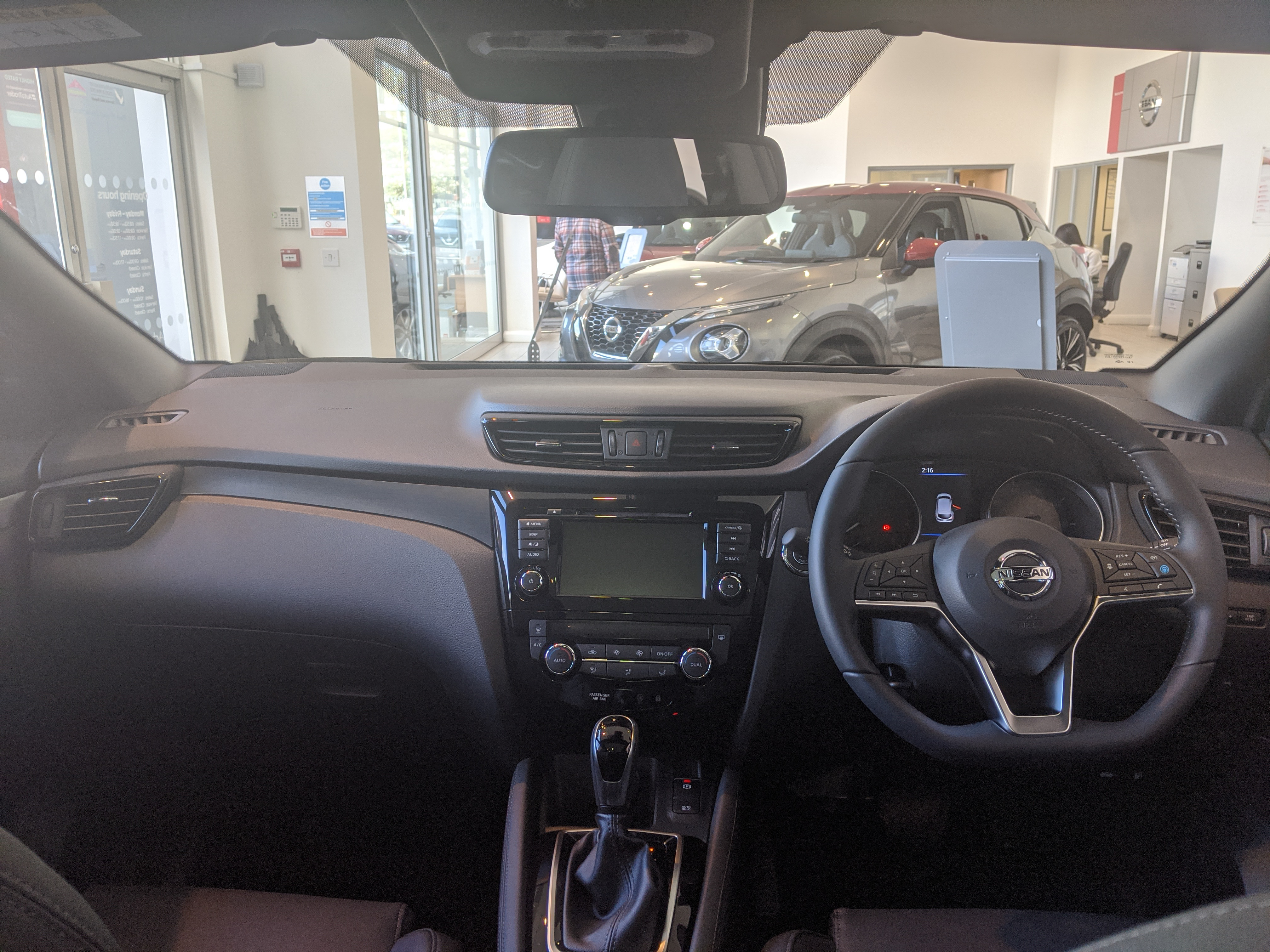
Intérieur

Il est vendu à partir du millésime 2017 aux États-Unis sous le nom Nissan Rogue Sport.
À partir de septembre 2020, avant son remplacement par une troisième génération, le Qashqai abandonne les motorisations diesel et se concentre sur uniquement deux finitions (Tekna et N-Connecta).

### Motorisations
|                            | dCi 110                         | dCi 130                         | DIG-T 115                       | DIG-T 163                       | 2.0 16V 200          | DIG-T 140                       |
| -------------------------- | ------------------------------- | ------------------------------- | ------------------------------- | ------------------------------- | -------------------- | ------------------------------- |
| Types moteurs              | K9K                             | R9M                             | H5FT                            | M5MT                            | M4R                  | -                               |
| Cylindrée                  | 1 461 cm3                       | 1 598 cm3                       | 1 197 cm3                       | 1 618 cm3                       | 1 997 cm3            | 1332 cm³                        |
| Alésage (mm) / course (mm) | 76 / 80,5                       | 80 / 79,5                       | 72.2 / 73.1                     | 79,7 / 81,1                     | 84 / 90,1            | 72.2 / 81.35                    |
| Architecture               | 4-cylindres en ligne            | 4-cylindres en ligne            | 4-cylindres en ligne            | 4-cylindres en ligne            | 4-cylindres en ligne | 4-cylindres en ligne            |
| Puissance maximale (ch)    | 110 ch au régime de 4000 tr/min | 130 ch au régime de 4000 tr/min | 115 ch au régime de 4500 tr/min | 163 ch au régime de 5600 tr/min | 200 ch               | 140 ch au régime de 5000 tr/min |
| au régime de (tr/min)      | 4000                            | 4000                            | 4500                            | 5600                            |                      | 5000                            |
| Couple maximal (N m)       | 260                             | 320                             | 190                             | 240                             | -                    | 240                             |
| au régime de (tr/min)      | 1750                            | 1750                            | 2000                            | 2000                            |                      | 2000                            |
| Boîte de vitesses          | BVM6                            | BVM6 (BVA XTRONIC)              | BVM6 (BVA7)                     | BVM6                            | BVA7                 | BVM6                            |
| Vitesse maximale (km/h)    | 182                             | 190 (183)                       | 185 (173)                       | 200                             | -                    | 193                             |
| 0-100 km/h (s)             | 11,9                            | 9,9 (11,1)                      | 10,6 (12,9)                     | 8,9                             | -                    | 10,5                            |
| Consommation (L/100 km)    | 3,8                             | 4,4 (4,7)                       | 5,6 (5,6)                       | 5,8                             | -                    | 5,5                             |
| Émissions de CO2 (g/km)    | 99                              | 116 (122)                       | 129 (129)                       | 134                             | -                    | 124                             |

### Finitions
- Visia
- Acenta
- Connect Edition
- Business Edition
- N-Connecta
- Tekna
- Tekna+

#### Séries spéciales
- Drive Edition
- N-Motion
- N-Tec[14]
- N-Connecta (avec leds tout au long des phares)

## Troisième génération (J12) (2021-)

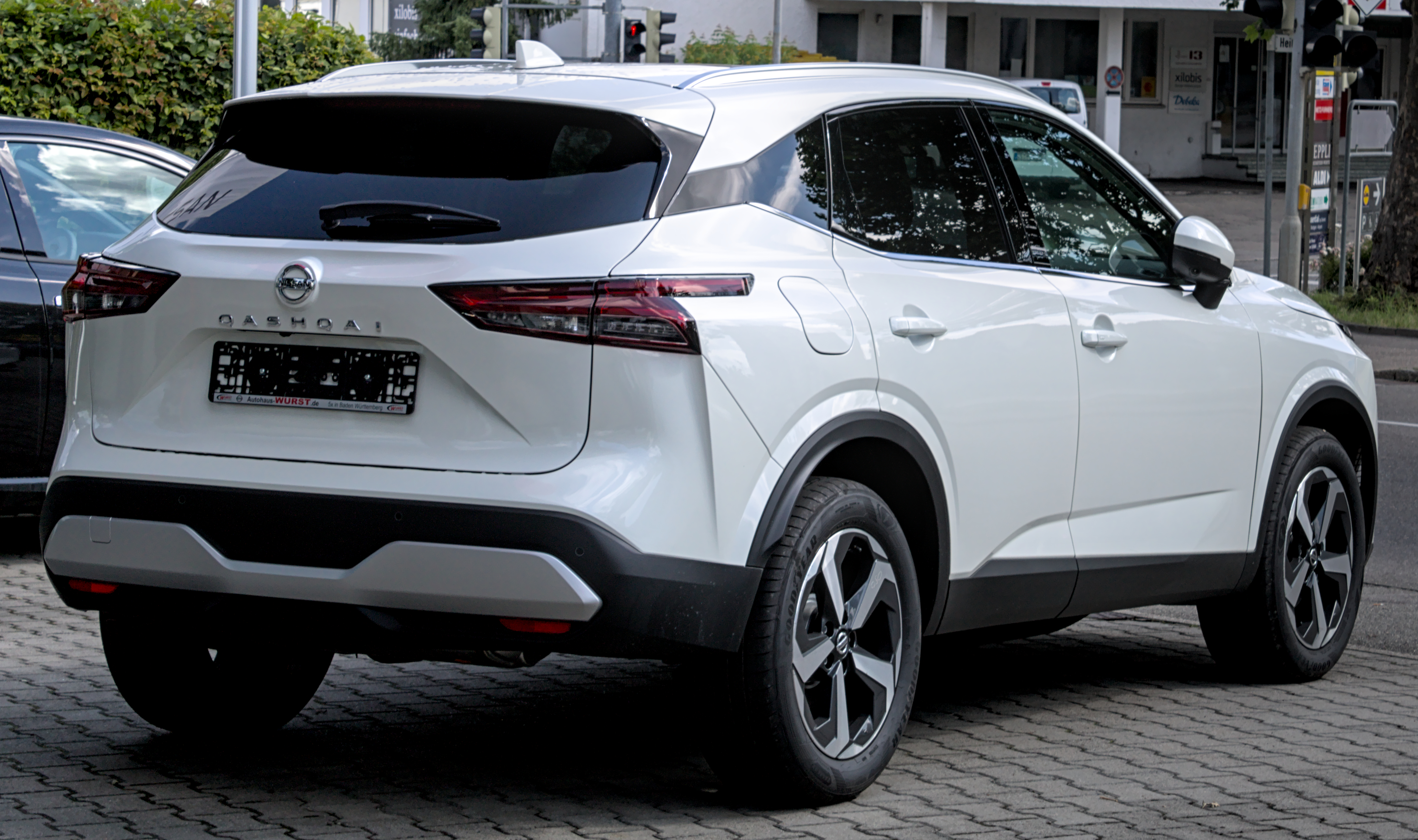
Vue de l'arrière

Le Qashqai de troisième génération est présenté le 18 février 2021.

### Présentation
Le Qashqai III (type J12) reçoit la nouvelle calandre en « V » du constructeur ainsi que des projecteurs avant à double étage. Basé sur la plateforme CMF de l'Alliance, le Qashqai reçoit une finition stylistique qui évoque le Juke et fait la part belle aux motorisations essence à hybridation légère.

#### Phase 2

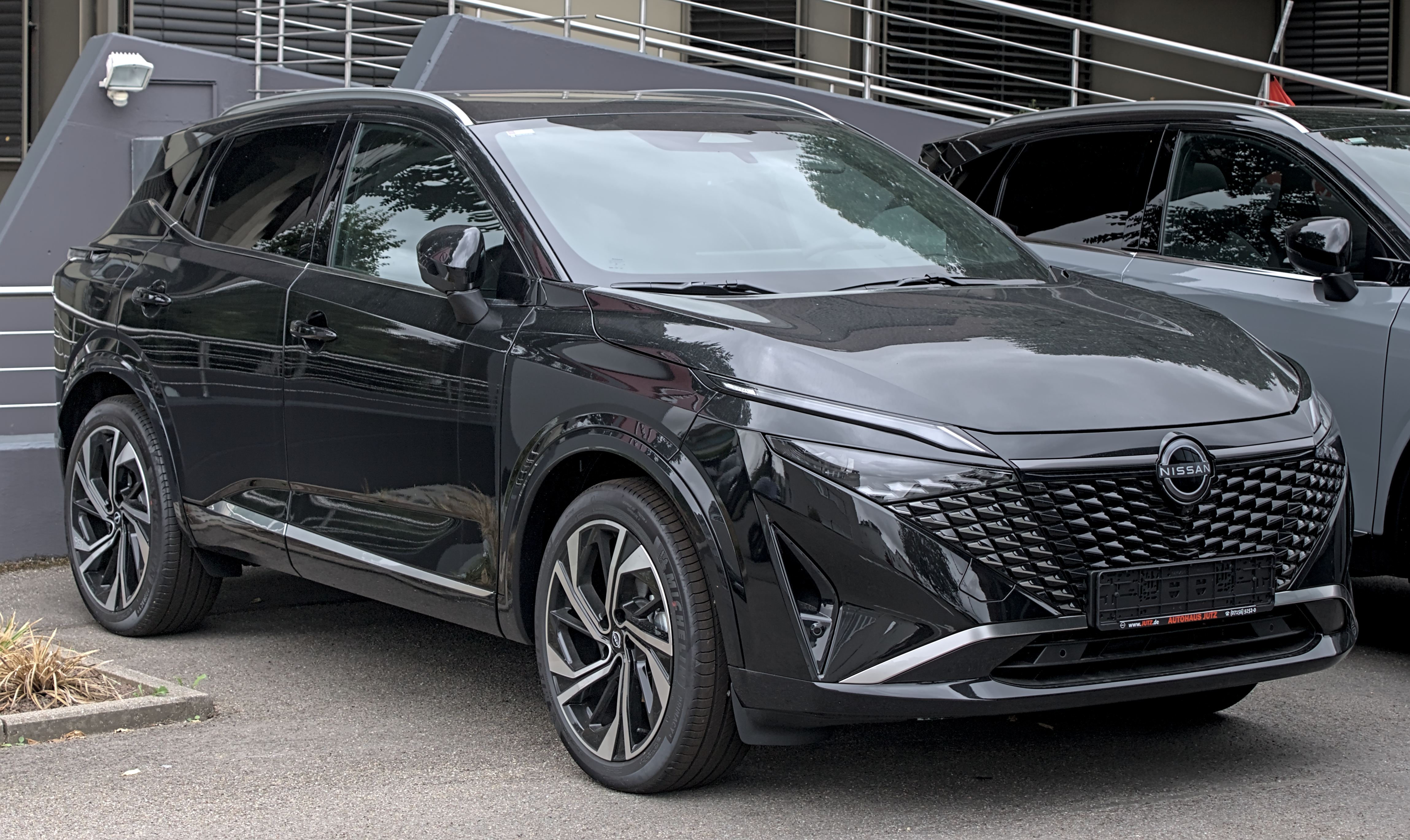
Un Qashqai de phase 2.

La version restylée du Qashqai est présentée en avril 2024.

### Motorisations
En 2022, Nissan présente la Nissan Qashqai e-Power, véhicule électrique à prolongateur d'autonomie alimenté en essence. Elle est dotée d'un 3-cylindres 1.5 essence turbo de 158 ch (à taux de compression variable) qui n'actionne pas directement les roues mais il est associé à un générateur électrique et un onduleur qui alimente un moteur électrique de 140 kW (190 ch) et 330 N m de couple placé sur l'essieu avant.
Le score Green NCAP du Nissan Qashqai III est de 2,5 étoiles sur 5. Dans le détail, il obtient la note de 7/10 pour la qualité de l'air, 3,9/10 pour l'efficacité énergétique et 2,1/10 pour les gaz à effet de serre. Le modèle essayé était le 1.3 DIG-T Mild Hybrid 158 FWD CVT.
| (données constructeur)     | 1.3 DIG-T Mild Hybrid            | 1.3 DIG-T Mild Hybrid            | 1.3 DIG-T Mild Hybrid            | e-Power 190 ch                             |
| -------------------------- | -------------------------------- | -------------------------------- | -------------------------------- | ------------------------------------------ |
| Moteur                     | 4-cylindres en ligne Mild Hybrid | 4-cylindres en ligne Mild Hybrid | 4-cylindres en ligne Mild Hybrid | 3-cylindres en ligne + moteur électrique   |
| Alimentation               | Turbocompressé                   | Turbocompressé                   | Turbocompressé                   | Turbocompressé                             |
| Cylindrée (cm3)            | 1332                             | 1332                             | 1332                             |                                            |
| Puissance maximale ch (kW) | 140 (103)                        | 158 (116)                        | 158 (116)                        | essence : 158 (116) électrique : 190 (140) |
| au régime de (tr/min)      | 5 500                            | 5 500                            | 5 500                            |                                            |
| Couple maximal (N m)       | 240                              | 270                              | 270                              | 330                                        |
| au régime de (tr/min)      | 1 650 à 4 000                    | 1 800 à 3 750                    | 1 800 à 3 750                    |                                            |
| Boîte de vitesses          | Manuelle à 6 rapports            | Variation continue XTronic 7     | Variation continue XTronic 7     | Variation continue XTronic 7 (Linear Tune) |
| Tranmission                | Traction                         | Traction                         | Intégrale                        | Traction                                   |
| Vitesse maximale (km/h)    | 196                              | 199                              | 198                              |                                            |
| 0-100 km/h (s)             | 10,2                             | 9,2                              | 9,9                              |                                            |
| Consommation (L/100 km)    | 6,3                              | 6,3                              | 6,9                              | 5,3                                        |
| Émissions de CO2 (g/km)    | 143                              | 142                              | 155                              | 119                                        |
| Capacité du réservoir (L)  | 55                               | 55                               | 55                               | 55                                         |
| Masse à vide (kg)          | 1404                             | 1450                             | 1532                             |                                            |
| Norme environnementale     | Euro 6d Full                     | Euro 6d Full                     | Euro 6d Full                     | Euro 6d Full                               |

### Finitions
Phase 1
- Visia
- Acenta
- Business Edition
- N-Connecta
- Tekna
- Tekna+

Phase 2
- Acenta
- Business
- N-Connecta
- Tekna
- Tekna+
- N-Design
- N-Design+

#### Série spéciale
- N-Style (2021)[24]

#### Série limitée
- Première Édition, limitée à 1 000 exemplaires en 2021 pour l'année de lancement[25].
- Shadow, limitée à 300 exemplaires en France en 2023[26].

### Concept car

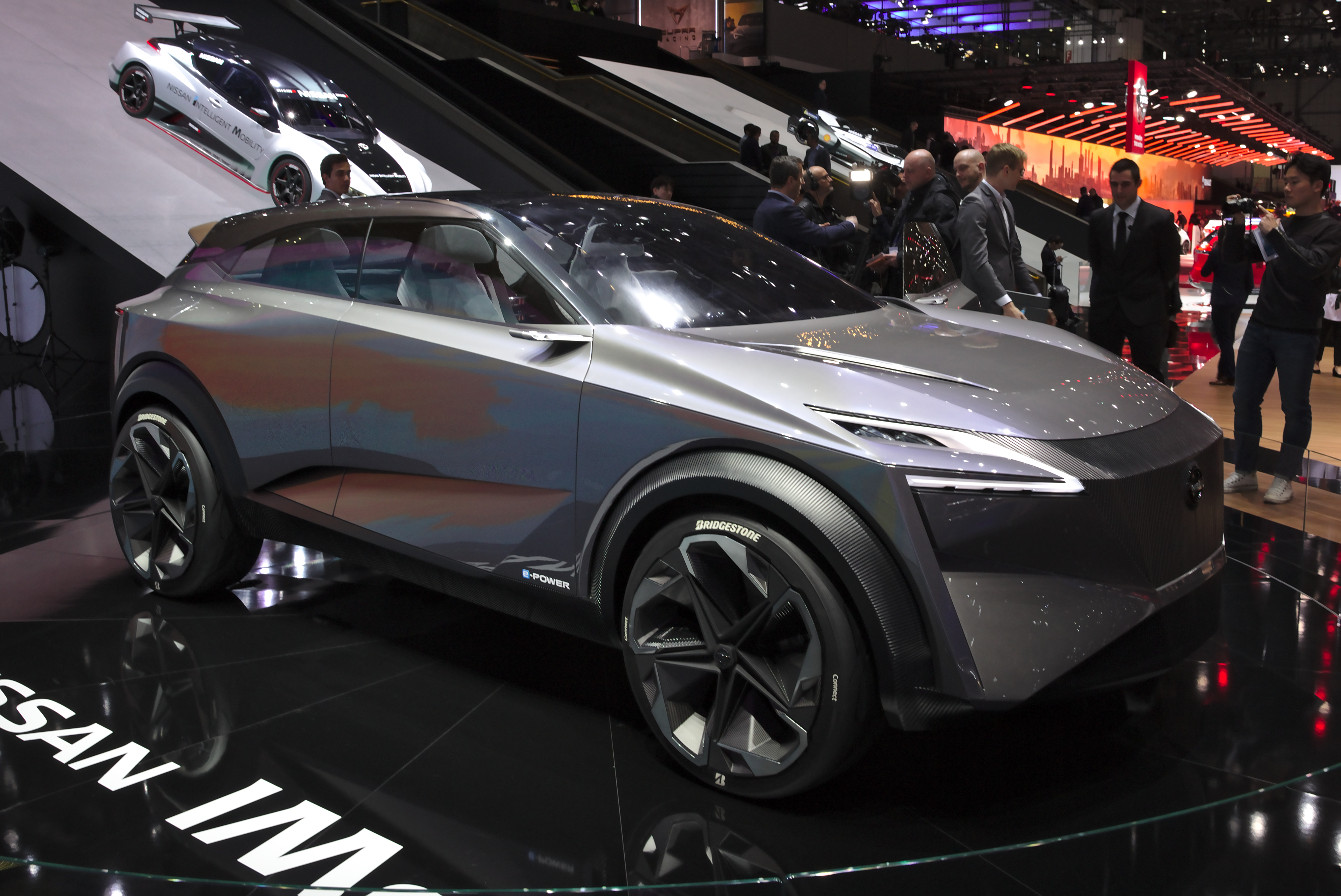
Nissan IMQ au salon de Genève 2019

Le Qashqai III est préfiguré par le concept car Nissan IMQ (pour Intelligent Mobility Qashqai) présenté au salon international de l'automobile de Genève 2019.